# Weißer Ackerling
Der Weiße oder Rissige Ackerling (Agrocybe dura, Syn.: Agrocybe molesta) ist eine Pilzart aus der Familie der Träuschlingsverwandten.

## Merkmale

### Makroskopische Merkmale
Der Hut erreicht einen Durchmesser von 3–7(–10) cm. Zunächst ist er nahezu halbkugelig geformt, später wird er flach konvex und besitzt einen abgebogenen Rand. Im Alter ist er flach ausgebreitet. Die Färbung reicht von creme-weißlich bis hell ocker-gelblich. An wenig geschützten Standorten kann er sich auch ledergelblich verfärben. Die Oberfläche ist glatt, aber häufig felderig aufgerissen. Bei feuchter Witterung ist sie etwas schmierig. Der Hutrand ist lange abgebogen und mit wattig-häutigem Velum behangen. Die zunächst beige getönten Lamellen sind später erdbraun gefärbt. Sie sind am Hut angewachsen und typischerweise bauchig (was dem Hut im Längsschnitt eine elliptische Form gibt). Der Stiel wird 4–8 cm lang und 5–10 mm dick. Er ist weißlich gefärbt und wird im Alter zur Basis hin etwas bräunlich. Eine schwach ausgebildete Ringzone ist flüchtig. Falls das gesamte Velum am Hut hängen bleibt, entsteht bisweilen gar kein Ring. Das Fleisch ist weißlich. Es riecht unauffällig pilzig und beim Quetschen schwach mehlartig; der Geschmack ist ebenso leicht mehlartig.

### Mikroskopische Merkmale
Die Sporen messen 10–14 × 6,5–7,5 Mikrometer. Die blasigen bis utriformen Cheilozystiden messen in der Breite 15–25 Mikrometer.

## Artabgrenzung
Der häufigere Voreilende Ackerling (Agrocybe praecox) kann sehr ähnlich aussehen. Er wächst auf offenen Stellen oder im Wald, gern auf Holzhächseln oder vergrabenem Holz und gern gesellig bis büschelig. Er riecht deutlich intensiver als der Weiße Ackerling: An den Lamellen kakaoartig, beim Quetschen und besonders im Alter stark mehlig bis ranzig. Sein Velum bleibt typischerweise als häutige Manschette am Stiel zurück, kann aber auch wie beim Weißen Ackerling am Hutrand hängen oder bereits ganz fehlen. Der Voreilende Ackerling ist recht variabel in Größe, Farbe und Gestalt. Sein Hut ist weißlich hellgelb bis dunkel ockerbraun, von zierlich und recht klein bis sehr groß (bis 20 cm) und kräftig, auch mit groben Rissen (besonders an trockenen, offenen Standorten). Die Hutform ist im Profil weniger gleichmäßig elliptisch, sondern kann auch buckelig oder dreieckig sein, außerdem ist der Voreilende Ackerling nicht so langstielig, das Verhältnis von Stiellänge zur Hutbreite ist meist kleiner.
Der Wiesen-Champignon (Agaricus campestris) tritt zur gleichen Zeit an identischen Standorten auf, hat aber jung rosa und im Alter schokoladenbraune Lamellen ohne Grautöne, außerdem ist er viel größer und kräftiger.

## Ökologie und Phänologie
Der Weiße Ackerling ist licht- und trockenheitliebend (heliophil und xerophil). Er wächst gern auf Kalkmagerrasen, fetten und anderen Wiesen sowie an Weg- und Straßenrändern. Bevorzugt werden dabei basische bis neutrale, meist lehmige Böden. Die Art ist mäßig bis deutlich tolerant gegenüber Stickstoff.
Die Fruchtkörper erscheinen ab dem späten Frühjahr bis in den Sommer. Nur selten sind sie auch im Herbst zu finden.

## Verbreitung
Der Weiße Ackerling ist in Nordamerika (USA), Europa, Nordafrika (Kanaren, Marokko) und Ostasien (Ostsibirien, Japan) verbreitet. In Europa reicht das Gebiet von Spanien bis nordwärts zu den Hebriden über Frankreich und Dänemark bis Schweden  und Russland sowie nach Süden bis Sardinien, Italien und Rumänien. In Deutschland ist der Pilz, ebenso wie der Voreilende Ackerling weit verbreitet, jedoch deutlich seltener.

## Systematik
Es existiert eine Varietät xanthophylla, die durch stärker pigmentierte Cheilozystiden etwas gelblichere Lamellen besitzt. Aufgrund dieses marginalen Unterschieds zum Typus wird die Berechtigung dieses Taxons von einigen Autoren angezweifelt. Exemplare mit aufgerissener Huthaut werden gelegentlich als Form cutefracta bezeichnet. Dieses Erscheinungsbild stellt jedoch keine Abweichung von der normalen Form dar.

## Bedeutung
Der Weiße Ackerling ist ein relativ wohlschmeckender Speisepilz. Er enthält das Antibiotikum Agrocybin.